# Vargem Alegre
Vargem Alegre är en kommun i Brasilien.   Den ligger i delstaten Minas Gerais, i den sydöstra delen av landet, 700 km sydost om huvudstaden Brasília. Antalet invånare är 6 457.
Omgivningarna runt Vargem Alegre är huvudsakligen savann. Runt Vargem Alegre är det ganska tätbefolkat, med 54 invånare per kvadratkilometer.